# (410912) Lisakaroline
(410912) Lisakaroline est un astéroïde de la ceinture principale.

## Description
(410912) Lisakaroline est un astéroïde de la ceinture principale. Il fut découvert le 26 septembre 2009 à Redshed par Hannes Bachleitner. Il présente une orbite caractérisée par un demi-grand axe de 2,98 UA, une excentricité de 0,28 et une inclinaison de 0,8° par rapport à l'écliptique.